# Doede Keuning
Doede Keuning (Wirdum, 16 oktober 1943 – Epe, 17 juni 2019) was een Nederlands bedrijfskundige, organisatieadviseur en emeritus hoogleraar bedrijfskunde aan de Vrije Universiteit Amsterdam.

## Levensloop
Keuning studeerde af in de economie aan de Vrije Universiteit Amsterdam in 1970. Hij promoveerde aldaar in 1973 onder Hendrik Thierry op het proefschrift "Algemene systeemtheorie, systeembenadering en organisatietheorie." De ondertitel van dit werk luidde: "Een systematiserende verkenningstocht door de 'systems jungle' en een onderzoek naar enkele consequenties van het systeemdenken voor de organisatietheorie."
Na zijn promotie was Keuning enige jaren werkzaam als organisatieadviseur bij Bakkenist Management Consultants en Twijnstra Gudde Management Consultants. In 1987 volgt ook een aanstelling als hoogleraar Organisatie en Leiding aan de Faculteit der Economische Wetenschappen en Bedrijfskunde aan de Vrije Universiteit Amsterdam.
Van 1991 tot 1993 was Keuning actief als decaan en bestuursvoorzitter van de Faculteit der Economische Wetenschappen en Econometrie. Ook was hij de oprichter en programmaleider van de postdoctorale opleiding Management Consultancy van de Vrije Universiteit Amsterdam. Op 15 oktober 2008 sprak Keuning zijn afscheidsrede uit als hoogleraar Organisatie en Leiding van de VU in Amsterdam.
Op de dag van zijn afscheid aan de Vrije Universiteit werd in 2008 werd Keuning benoemd tot Officier in de Orde van Oranje-Nassau.

## Werk
Het specifieke aandachtsgebied van Keuning betrof het ontwerpen van organisatiestructuren.

### Management en Organisatie
Met het boek "Management en Organisatie" (eerste druk in 1978, tiende druk in 2012) schreef Keuning met Jan Eppink een Nederlands standaardwerk, waarmee in de jaren 1980 "een groot aantal managers tijdens de studie de eerste beginselen van de organisatiekunde hebben opgedaan". Dit werk was geïnspireerd op de Amerikaanse leerboeken, maar vooral qua voorbeelden aangepast aan de West-Europese praktijk.

### Organisatie-advieswerk, 2002
Het boek Organisatie-advieswerk uit 2002, geschreven met Andries Twijnstra en Léon de Caluwé, was opgezet als een handboek voor managers en adviseurs. De wisselwerking in het organisatie-advieswerk tussen vraag en aanbod kreeg daarbij bijzonder de aandacht. Zo gaven ze een uitgebreide verhandeling over de vraag, waarom adviseurs worden ingeschakeld. Hellema en Marsman vatte tezamen:
... Zij geven aan dat veel opdrachtgevers daartoe overgaan wanneer daar een of meer problemen in de organisatie zijn ontstaat of wanneer er met het oog op oriëntatie op op de toekomst behoefte bestaat aan een objectieve beoordeling van de positie en de mogelijkheden van de organisatie.
Hiernaast gingen ze ook in op de vraag, wat de adviseur de klant te bieden heeft. Zij noemden "objectiviteit en onafhankelijkheid, analytische vaardigheden en gespecialiseerde kennis, brede ervaring, volledige aandacht, en het vermogen weerstand tegen verandering te overwinnen."

### Organisaties als instrument
Keuning ziet volgens De Bruijn (2003) de organisatie vooral als "een instrument dat door het toedoen van mensen ontstaat en dat vervolgens wordt gebruikt met behulp van resources (mensen, financiële en technische middelen: input) om producten of diensten (output) tot stand te brengen, die in maatschappelijk en/of individuele behoeften voorzien."
Het organiseren is te bezien als een activiteit volgens Keuning gericht op "het scheppen van een doelmatige verhouding tussen beschikbare middelen en handelingen om bepaalde doeleinden te bereiken", aldus De Bruin. "Door organiserend handelen ontstaat een organisatie waarbij mensen bewust en doelgericht werken en doelmatig gebruik mogen maken van de beschikbare middelen".

### Structuurhygiëne geboden
In zijn afscheidsrede getiteld "Structuurhygiëne geboden! – over zindelijk denken en handelen in organisatiestructuren en de ‘vergeten dimensie’ in organisatieontwerp" is Keuning boos, in de woorden van Rudy Kor (2008) op:
".... al het gebroddel van managers en nog meer op adviseurs en pseudo-wetenschappers die maar wat aan rommelen bij het structureren van organisaties. Hij verwijt hun een ernstig tekort aan kennis en inzicht in het kennisgebied organisatieontwerp".
In zijn rede pleit hij ervoor de organisatiestructuur toch vooral te bezien als een afsprakenstelsel in plaats van maar "een plaatje, 'de hark'. De essentie van het structuurontwerp van een organisatie ligt vooral in de daaraan ten grondslag liggende afspraken – in woorden dus – over taakverdeling, onderlinge relaties, bevoegdheden en communicatie- en overlegrelaties ten behoeve van wilsoverdracht en coördinatie".

## Publicaties
Keuning heeft talloze boeken en artikelen gepubliceerd voornamelijk op het terrein organisatie, strategieformulering en beleidsvoering in private organisaties. Een selectie:
- 1973. Algemene systeemtheorie, systeembenadering en organisatietheorie, Leiden: Stenfert Kroese.
- 1978. Management en organisatie, met Jan Eppink. Leiden: Stenfert Kroese.
- 1983. Interne organisatie en het besturen van een bedrijf. Leiden: Stenfert Kroese.
- 1987. Management: het is 'top ... down' en 'bottom ... up': over het maken van de nieuwe tijd en de onderwerpen die voorbijgaan. Inaugurale rede Vrije Universiteit Amsterdam.
- 1993. Verplatting van organisaties. Met Wilfred Opheij en T.H. Maas. Assen: Van Gorcum.
- 1995. Grondslagen van het management. Met R. de Lange. Houten: Stenfert Kroese.
- 2002. Organisatie-advieswerk: handboek voor managers en adviseurs. Met Andries Twijnstra en Léon de Caluwé. Dordrecht: Kluwer.
- 2007. Structuur doorzien. Met M. Wolters. Prentice Hall, 2007.